# Жидкостный ракетный двигатель с циклом фазового перехода

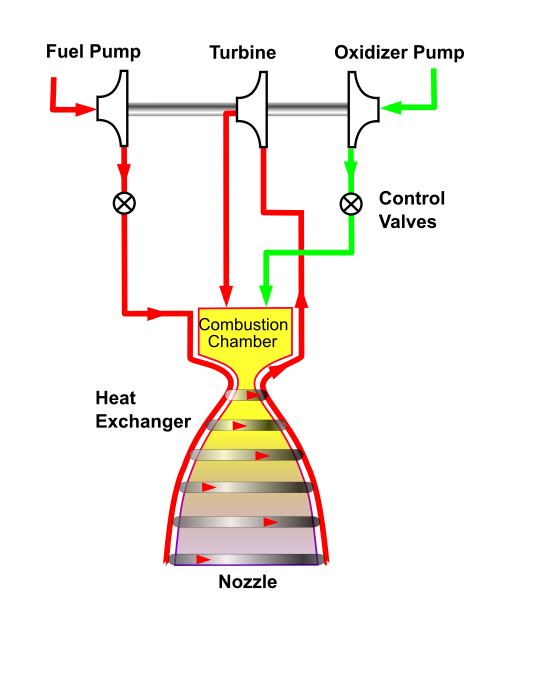
Ракетный двигатель закрытого цикла с фазовым переходом. Тепло камеры сгорания и сопла снабжает энергией топливный и окислительный насос.

«Цикл с фазовым переходом» (ЦФП, англ. Expander cycle) — безгенераторная схема работы жидкостного ракетного двигателя (ЖРД), которая предназначена для увеличения эффективности топливного цикла. При схеме ЦФП топливо нагревается до его сжигания, обычно используя ту часть теряемого тепла главной камеры сгорания, которое идёт на обогрев стенок камеры, и претерпевает фазовый переход. Полученная за счёт превращения топлива в газ разность давления используется для подачи топливных компонентов, сохранения давления в камере сгорания и создания тяги.

## Принцип работы
По мере того, как жидкое топливо проходит в охлаждающих трубках в стенах, оно претерпевает фазовый переход в газовое состояние с увеличением давления. Топливо в газообразном состоянии расширяется через турбину, используя разность давления между давлением его подачи и давлением после прохода охлаждающего контура для начала вращения турбонасоса. Это может обеспечить улучшенные стартовые характеристики, что использовано в ЖРД RL-10 (Пратт & Витни). Увеличенное давление из-за перехода топлива в газообразное состояние используется для привода турбины, которая в свою очередь приводит в действие топливный и окислительный насосы, увеличивая давления топлива и окислителя при поступлении в камеру сгорания. Топливо поступает в камеру после прохода турбины, где вместе с окислителем сгорает, порождая реактивную тягу для космического аппарата.
Некоторые двигатели с циклом фазового перехода могут использовать газогенератор для начала работы турбины двигателя до тех пор, пока поступление тепла из камеры сгорания и оболочки сопла не станет достаточным для поддержания работы двигателя.

## Применимость
В силу необходимости фазового перехода топлива, данный тип цикла работы ЖРД ограничен количеством «паразитного» тепла, выделяемого двигателем во время работы, которое в общем случае ограничивает мощность двигателя, использующего данную схему в неизменном виде. При использовании сопла обычной[какой?] формы, его поверхности недостаточно для прогрева достаточного количества топлива, которое бы могло привести в действие турбины и, как следствие, топливных насосов. Для двигателей с профилированным соплом в виде колокола максимальная тяга, которую может обеспечить цикл фазового перехода, составляет 31 тс (300 кН). Более высокие уровни тяги могут быть достигнуты, используя данный цикл частично, в котором часть топлива проходит мимо системы фазового преобразования (охлаждения) с турбиной и направляется прямо к камере сгорания.
Бо́льший диапазон использования этой схемы ЖРД позволяют альтернативные сопла конической формы. В данном случае выхлопная струя двигателя эффективно сжимается в более узкий поток вокруг центрального клинообразного выступа (англ. Aerospike), который может обеспечить бо́льшее количество паразитного тепла и поэтому бо́льшую тягу с использованием цикла фазового перехода в неизменном виде. Также должны использоваться криогенные виды топлива, такие как жидкий водород, метан или пропан, для которых могут быть легко достигнуты точка кипения и смена агрегатного состояния на газообразное.
Безгазогенераторная схема с фазовым переходом и схема с дожиганием генераторного газа имеют одинаковую эффективность при тяге около 9,1 тс, в случае меньшей тяги по энергомассовым характеристикам предпочтительнее первая схема, а большей — вторая.

## Продуваемый цикл с фазовым переходом (Открытый цикл)
В «открытом» цикле, или «продуваемом» цикле с фазовым переходом, только часть топлива нагревается для управления турбиной после чего сбрасывается для увеличения эффективности генератора. В данном случае увеличение мощности турбины приводит к уменьшению эффективности двигателя (ме́ньшему удельному импульсу). Закрытый цикл использует генераторный газ — в данном случае топливо — в камере сгорания (см. рисунок).
В этом модифицированном цикле, вместо того, чтобы использовать нагретое «генераторное» горючее в камере сгорания, оно сбрасывается, что позволяет максимизировать мощность топливных насосов, используя в турбине бо́льшую разницу в давлении. При этом используется небольшая часть топлива. Такая схема позволяет увеличить тягу двигателя путём уменьшения его эффективности. Однако в ряде случаев — так, как например в случае с японским ЖРД LE-5A/B — потери в эффективности не так значимы по сравнению с увеличением тяги.

## Преимущества
Схема ЖРД с циклом фазового перехода имеет множество преимуществ по сравнению с другими:
- Низкая температура. Преимущество в том, что после того как топливо стало газообразным, его температура находится вблизи обычных комнатных температур и наносит очень мало вреда турбине, позволяя повторное использование двигателя. В других схемах, таких как открытый цикл или закрытый цикл, турбина функционирует при высоких температурах.
- Живучесть. Во время разработки двигателя RL-10B-2 инженеры беспокоились, что отслоение изоляции внутри топливного бака может вызвать повреждение двигателя. Они проверили это, поместив куски изоляции в бак и пропустили через двигатель. Это не вызвало проблем при работе двигателя RL-10 и не вызвало уменьшения тяги. Обычные газовые генераторы представляют собой миниатюрные ракетные двигатели, что подразумевает их сложное устройство. Даже незначительное блокирование газогенерирующей части посторонним предметом может привести к появлению горячей области, которая может быть причиной взрыва. Использованне данной схемы более терпимо к загрязнениям из-за более широких каналов циркулирования горючего.
- Системно-обусловленная безопасность. По причине того, что ЖРД с циклом фазового перехода обладают ограничением по тяге, режим максимальной тяги легко проектируется и реализуется. В других типах двигателей, проблема с заклиненным клапаном или любая похожая проблема могут привести к неуправляемому росту тяги и неконтролируемому развитию ситуации в целом. Для того чтобы этого избежать, требуется сложная механическая и электронная система управления. ЖРД с циклом фазового перехода не способны на неисправное функционирование такого рода.

Примерами ЖРД с циклом фазового перехода являются RL-10 и RL-60, Пратт & Витни и планируемый ЖРД Винчи на РН «Ариан 5 ESC-B»

## Использование
ЖРД с циклом фазового перехода использовались или планируется использовать в:
- разгонном блоке «Центавр»;
- планируемой одноступенчатой «Мак Доннел Дуглас DC-X» (en);
- планируется на второй ступени РН «Ариан 5»;
- РН «Сатурн I»;
- РН «H-IIA».

|                                     | RL-10     | Vinci                      | YF-75D          | РД-0146            | LE-5A     | LE-9      |
| ----------------------------------- | --------- | -------------------------- | --------------- | ------------------ | --------- | --------- |
| Страна                              | США       | Франция                    | Китай           | Россия             | Япония    | Япония    |
| Разработчик                         | P&W       | Snecma (ArianeGroup)       | Шестой НИИ CASC | КБХА (и P&W)       | MHI       | MHI       |
| Начало ОКР/лётное испытание, год    | 1959/1962 | 1998/(июль 2024)           | до 2003/2017    | 1997/нет           | 1986/1991 | 2006/2023 |
| Особенности цикла                   | +         | +                          | +               | Отдельные валы ТНА | открытый  | +         |
| Тяга в вакууме, кН                  | 66,7      | 180                        | 88,26           | 98,1               | 121,5     | 1471      |
| Массовое отношение O2/H2            |           | 5.8                        | 6               | 6                  | 5         | 5.9       |
| Расширение сопла                    | 40        |                            | 80              |                    | 130       | 37        |
| Isp (вак.)                          | 433       | 465                        | 442             | 463                | 452       | 426       |
| Давление в КС, МПа                  | 2,35      | 6,1                        |                 | 7,74               | 3,98      | 10        |
| Частота вращения насоса H2, об/мин. |           | 90'000                     |                 | 125'000            | 51'000    | 42'000    |
| Частота вращения насоса O2, об/мин. |           | 18'000                     |                 |                    | 17'000    | 17'000    |
| Высота, м                           | 1,73      | 2,2–4,2 (раздвижное сопло) |                 | 2,2                | 2,69      | 3,8       |
| Нетто, кг                           | 135       | 280                        | 265             | 242                | 248       | 2400      |